# ALRIGHT! (DA PUMPの曲)
「ALRIGHT!」（オールライト）は、日本の男性アイドルグループDA PUMPの24枚目のシングル。2006年9月27日発売。発売元はavex tune。

## 概要
- SHINOBUが正式に脱退後初のシングル。
- 通常盤と初回限定盤の2種リリース。初回限定盤には「ALRIGHT!」のPVとメイキングを収録したDVD付き。
- 「MO' Fia」は、KENとISSAが作詞・作曲を担当し、彼らの持ち味であるアジアンテイスト溢れる曲となっている。
- PV監督は小林啓一。
- フルコーラスではないが、2011年4月に発売されたMIX CD「J-POPハリケーン～DA PUMPだけ60分本気MIX～」に「ALRIGHT!」と「MO'Fia」が収録されている。

- 2006年9月23日、『COUNT DOWN TV』に出演。
- 2006年9月29日、『音楽戦士 MUSIC FIGHTER』に出演。
- 2006年10月11日、『MusiG』に出演。
- 2006年10月13日、『ポップジャム』に出演。

## 収録曲

### CD
1. ALRIGHT! (3:51)
作詞：KEN・ISSA・Daisuke "D.I" Imai、作曲・編曲：Daisuke "D.I" Imai
2. MO'Fia (3:28)
作詞・作曲：ISSA・KEN、編曲：YUKINARI・Daisuke "D.I" Imai
3. Around The World (Studio Live Version 2006) (4:15)
作詞：m.c.A・T、作曲：AKIO TOGASHI、編曲：Nobuhito "UNA" Tanahashi
4. ALRIGHT! -Back Track- (3:50)
5. MO'Fia -Back Track- (3:26)
6. Around The World (Studio Live Version 2006) -Back Track-(4:15)

### DVD
1. ALRIGHT!
2. CLIP MAKING